# Frières-Faillouël

Frières-Faillouël este o comună în departamentul Aisne din nordul Franței. În 1 ianuarie 2022 avea o populație de 976 de locuitori.